# Cristofaro Faffeo
Cristofaro Faffeo (anche Cristoforo o Cristiano) (fl. XV secolo) è stato un pittore italiano, documentato a Napoli dal 1489 al 1497.

## Biografia

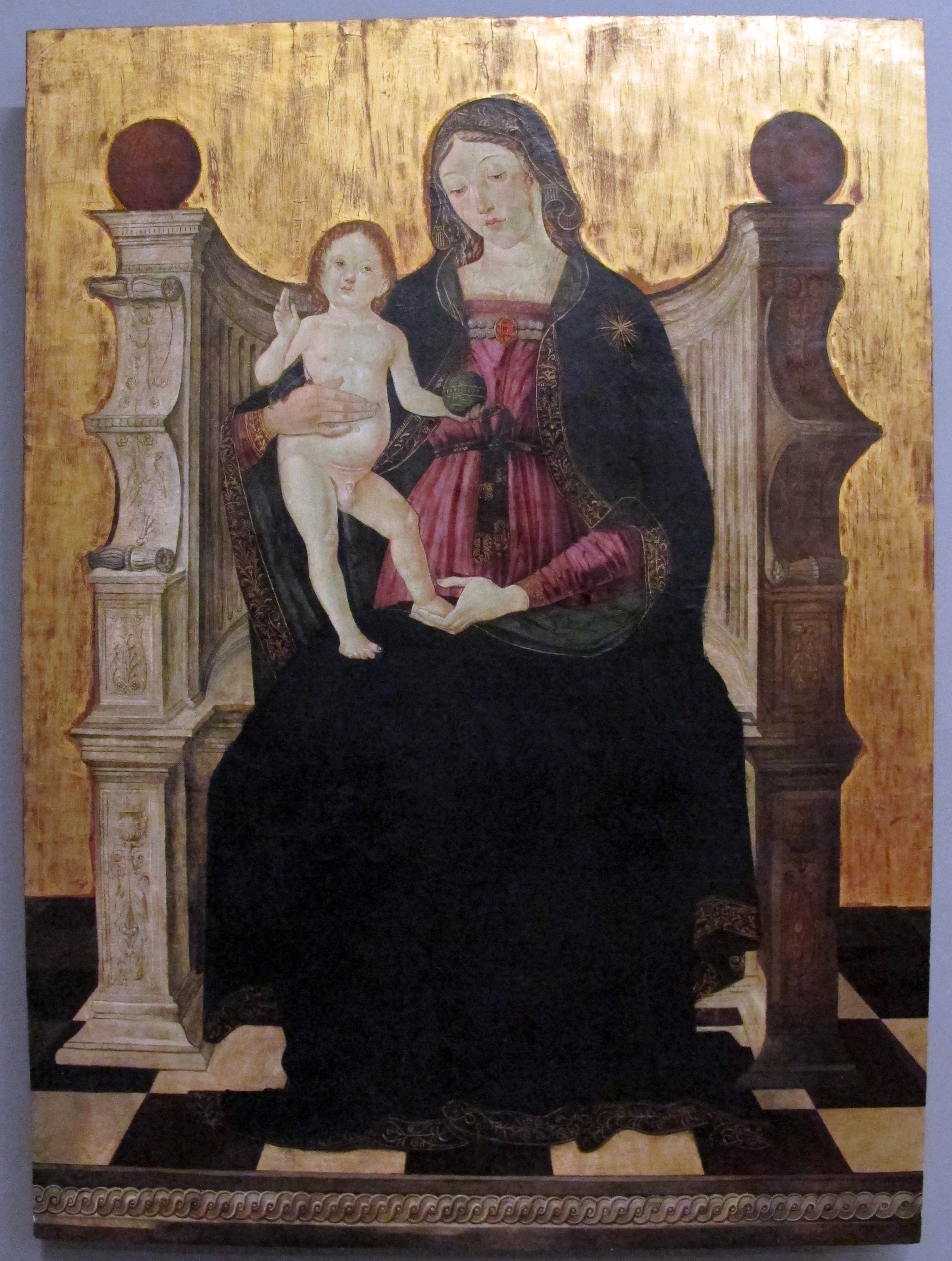
Madonna con il Bambino, Galleria Napoletana, Museo di Capodimonte.

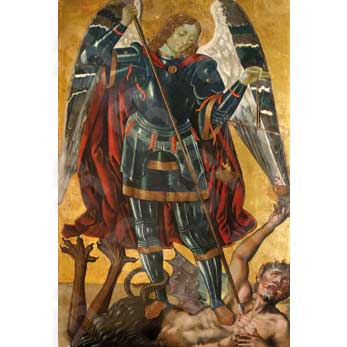
San Michele Arcangelo, Museo Diocesano di Napoli.

Molto probabilmente è l'autore della Adorazione dei pastori nella chiesa parrocchiale di Santa Maria dei Longobardi a Novi Velia, terminata nel 1497. Il dipinto rivela derivazioni da Piero della Francesca e da Antonello da Messina, ma con stilemi propri dell'area umbro-romana, derivati da Melozzo da Forlì, Antoniazzo Romano e Pinturicchio e fiorentino Domenico Ghirlandaio.
Alla stessa mano appartengono anche un polittico del 1482 conservato nel Museo Diocesano di Vallo della Lucania, il trittico con San Michele Arcangelo della Cattedrale di San Paolo di Aversa, la Madonna con il Bambino conservato nei depositi di Capodimonte e una parte di un trittico nella chiesa di San Francesco di Paola a Cosenza, eseguito prima del 1510.

## Opere
- XV secolo, Santa Barbara, dipinto su tavola, opera proveniente dalla cattedrale metropolitana primaziale della Santa Vergine Maria Assunta e custodita nell'Antialcova (esposizione provvisoria) del Museo diocesano di Palermo.